# Mountain Flora of Greece
Mountain Flora of Greece (abreviado Mountain Fl. Greece) es un libro con ilustraciones y descripciones botánicas que fue escrito por el  botánico sudafricano Arne Strid y publicado en Cambridge y Nueva York en 2 volúmenes en los años 1986 a 1991.

## Publicación
- Volumen n.º 1, 1986;
- Volumen n.º 2, 1991;